# الجمعية التأسيسية (الهند)
انتُخبت الجمعية التأسيسية للهند لكتابة الدستور. بعد استقلال الهند عن الحكومة البريطانية في عام 1947، عمل أعضاؤها كأول برلمان في البلاد. اقترح م. ن. روي، أحد رواد الحركة الشيوعية في الهند وداعية للديمقراطية الراديكالية فكرة إنشاء جمعية تأسيسية في عام 1934.
في 8 أغسطس 1940، أدلى نائب الملك لورد لينليثجو بيان حول توسيع المجلس التنفيذي للحاكم العام وإنشاء مجلس استشاري للحرب. تضمن هذا العرض إعطاء نفوذ كامل لآراء الأقليات والسماح للهنود بصياغة دستورهم الخاص. بموجب خطة مجلس الوزراء لعام 1946، أجريت الانتخابات لأول مرة للجمعية التأسيسية. صيغ دستور الهند من قبل الجمعية التأسيسية، ونُفذ بموجب خطة مجلس الوزراء في 16 مايو 1946. انتُخب أعضاء الجمعية التأسيسية من قبل مجالس المقاطعات من خلال نظام صوت واحد قابل للتحويل. كان مجموع أعضاء الجمعية التأسيسية 389 منهم 292 ممثلين عن الولايات، 93 يمثلون الولايات الأميركية وأربعة كانوا من رؤساء مفوضي دلهي، وأجمير مروارا، وكورج، وبلوشستان البريطانية، حيث كانت كورج آنذاك دولة منفصلة. تشكل ولاية كورج السابقة منطقة كوداجو في ولاية كارناتاكا ومقرها في ماديكيري.
انتهت انتخابات الـ 296 مقعدًا المخصصة للمقاطعات الهندية البريطانية بحلول أغسطس 1946. وفاز الكونغرس بـ 208 مقاعد، والرابطة الإسلامية 73. بعد هذه الانتخابات، رفضت الرابطة الإسلامية التعاون مع الكونغرس، وتدهور الوضع السياسي. بدأت أعمال الشغب الهندوسية المسلمة وطالبت الرابطة الإسلامية بتأسيس جمعية تأسيسية منفصلة للمسلمين في الهند. في 3 يونيو 1947، أعلن اللورد ماونت باتن -آخر حاكم بريطاني عام للهند- عن نيته إلغاء مهمة مجلس الوزراء؛ وقد توج هذا بقانون الاستقلال الهندي لعام 1947 والأمم المنفصلة بين الهند وباكستان. صدر قانون الاستقلال الهندي في 18 يوليو 1947، وعلى الرغم من أنه أعلن في وقت سابق أن الهند ستصبح مستقلة في يونيو 1948، إلا أن هذا الحدث أدى إلى الاستقلال في 15 أغسطس 1947. واجتمعت الجمعية التأسيسية (انتخبت من أجل الهند غير المقسمة) لأول مرة الوقت في 9 ديسمبر 1946، وأُعيد تجمعها في 14 أغسطس 1947 كهيئة ذات سيادة وخليفة لسلطة البرلمان البريطاني في الهند.

## الوصف
أُسست الجمعية التأسيسية للهند -التي تتألف من ممثلين منتخبين بشكل غير مباشر- لصياغة دستور للهند. لم تُنتحب الجمعية على أساس الاقتراع العام للبالغين، وحصل المسلمون والسيخ على تمثيل خاص كأقليات. قاطعت الرابطة الإسلامية الجمعية بعد فشلها في منع إنشائها. الرغم من أن جزءًا كبيرًا من الجمعية التأسيسية اختير في بيئة حزب واحد وهو حزب المؤتمر، فقد تضمن حزب المؤتمر مجموعة متنوعة من الآراء، من الصناعيين المحافظين إلى الماركسيين الراديكاليين، وأيضًا الهندوسيين.
اجتمعت الجمعية لأول مرة في نيودلهي في 9 ديسمبر 1946، وعقدت جلستها الأخيرة في 24 يناير 1950. أعرب جواهرلال نهرو عن أمل الجمعية في:
" تتمثل المهمة الأولى لهذه الجمعية في تحرير الهند من خلال دستور جديد، وإطعام الناس المتضورين جوعًا، وإعطاء كل هندي الفرصة الكاملة لتطوير نفسه وفقًا لقدرته. هذه بالتأكيد مهمة عظيمة. انظر إلى الهند اليوم؛ نحن نجلس هنا وهناك في يأس في العديد من الأماكن، واضطرابات في العديد من المدن، وتُحمل الأجواء من خلال هذه المشاجرات والخلافات التي تسمى الاضطرابات الطائفية، وللأسف لا يمكننا في بعض الأحيان تجنبها. ولكن في الوقت الحاضر، فإن أكبر وأهم سؤال في الهند هو كيفية حل مشكلة الفقراء والجوع. أينما ننتقل، نواجه هذه المشكلة. إذا لم نتمكن من حل هذه المشكلة قريبًا فستصبح جميع الدساتير الورقية عديمة الفائدة والهدف. مع مراعاة هذا الجانب، من الذي قد يقترح علينا تأجيله والانتظار؟"

## الدستور والانتخابات
في الساعة 11 من صباح يوم 9 ديسمبر 1946، بدأت الجمعية دورتها الأولى بحضور 207 أعضاء. بحلول أوائل عام 1947، انضم ممثلو الرابطة الإسلامية والولايات الأميرية واعتمدت الجمعية مشروع الدستور في 26 نوفمبر 1949. في 26 يناير 1950، أصبح الدستور ساري المفعول، وأصبحت الجمعية التأسيسية هي البرلمان المؤقت للهند.

## معرض صور

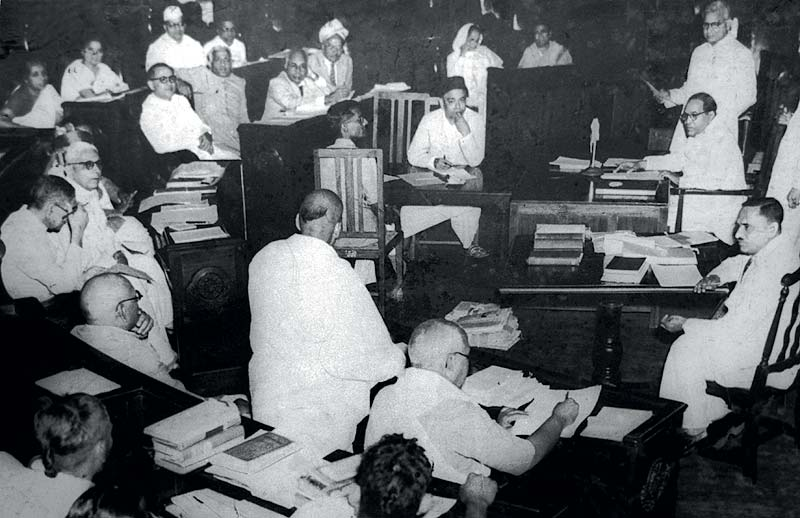
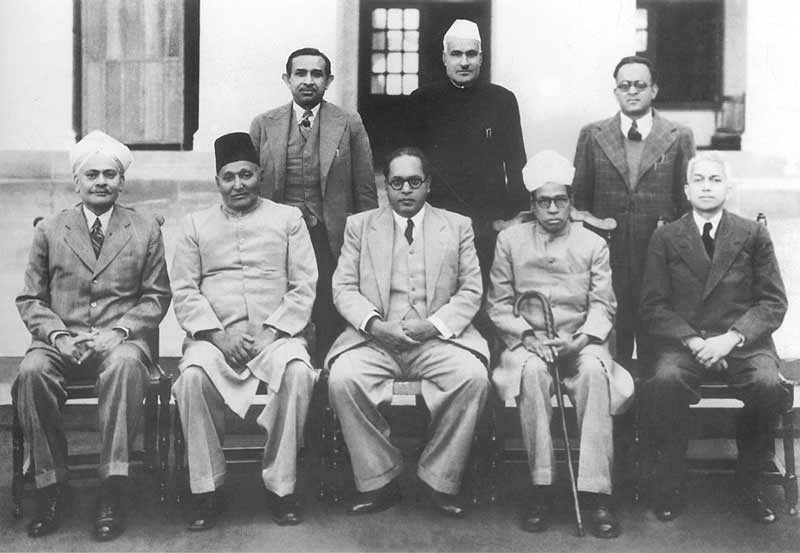
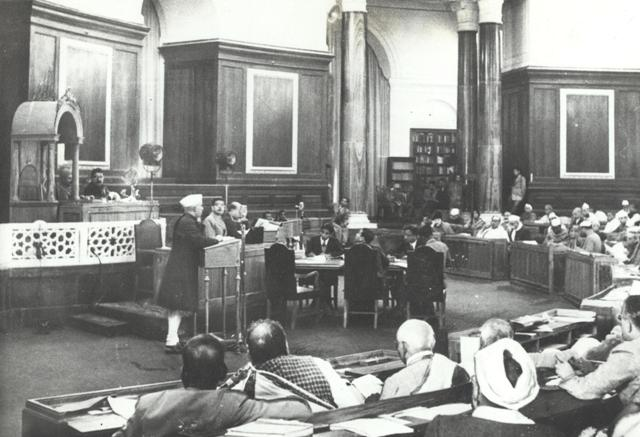
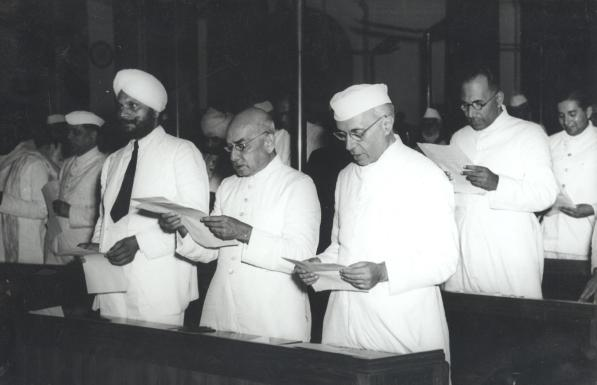
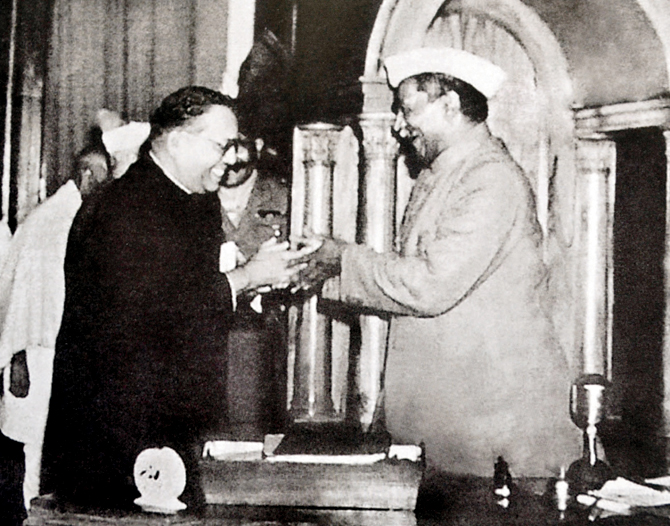